# Qolobaa Calankeed
Qolobaa Calankeed (auch Qolobaa Calenkeedu Waa Coynoo) ist die Nationalhymne der Bundesrepublik Somalia.
Mit der provisorischen Verfassung der Bundesrepublik Somalia vom 1. August 2012 wurde das in den 1950er Jahren von Abdullahi Qarshe komponierte und gesungene patriotische Lied als neue Nationalhymne eingeführt. Der Text stammt von Xuseen Aw-Faarax. Qolobaa Calankeed löste Somaliyaay toosoo (zu Deutsch: Somalia erwache) ab, das als Hymne der Republik Somalia seit dem Jahr 2000 in Gebrauch war. Wegen seiner großen Bekanntheit und Beliebtheit wird Somaliyaay toosoo bei öffentlichen Anlässen aber häufig auch heute noch anstelle der offiziellen Nationalhymne gesungen.

## Text
| Originaltext in Somali | Englische Übersetzung | Deutsche Übersetzung |
| --- | --- | --- |
| Chor/Refrain: Qolobaa calankeedu, waa ceynoo, Qolobaa calankeedu, waa ceynoo, Innaga keenu waa, Cirkoo kale ee, Oon caadna lahayn, ee caashaqaye. | Chor/Refrain: Every nation has its own flag. Every nation has its own flag. Ours is like the sky without any signs of clouds All of which we have come to love.   | Chor/Refrain: Die Flagge einer jeden Nation trägt ihre eigene Farbe. Die Flagge einer jeden Nation trägt ihre eigene Farbe. Unsere ist wie der Himmel über uns, ohne kleinstes Zeichen einer Wolke Weshalb wir sie zu lieben gelernt haben. |
| 1. Xidigyahay cadi, waad na ciidamisee, Xidigyahay cadi, waad na ciidamisee, Carradaa kaligaa adow curadee cadceeda sidee lo caan noqo ee         | 1. Oh you White Star, at your service we are Oh you White Star, at your service we are Superior you are, in any part of our land Be famous oh Star, like the sun  | 1. Oh du weißer Stern, wir stehen Dir zu Diensten Oh du weißer Stern, wir stehen Dir zu Diensten Überlegen bist du, in jedem Teil unseres Landes Sei bekannt/berühmt oh Stern, so wie die Sonne                                             |
| Chor/Refrain … | Chor/Refrain … | Chor/Refrain … |
| 2. Cishadad dhalataad calooshayadii Cishadad dhalataad calooshayadii Sidii culaygii cidaad marisee Allow ha ku celin cawoy dhaha                  | 2. On the day you arose, our hearts you have On the day you arose, our hearts you have Purified with pureness O Allah, do not dim the flag, pray we in this night | 2. Seit dem Tag, an dem Du Dich erhoben hast, gehören Dir unsere Herzen Seit dem Tag, an dem Du Dich erhoben hast, gehören Dir unsere Herzen Gereinigt in Reinheit, O Allah, trübe die Flagge nicht, darum beten wir diese Nacht            |
| Chor/Refrain … | Chor/Refrain … | Chor/Refrain … |